# تريفور آدمسون
تريفور آدمسون (بالإنجليزية: Trevor Adamson)‏ هو مغني وكاتب أغاني أسترالي، ولد في القرن العشرين.